# Pasoeroean Stoomtram Maatschappij
| Pasoeroean Stoomtram Maatschappij, N.V.    | Pasoeroean Stoomtram Maatschappij, N.V. |
| ------------------------------------------ | --------------------------------------- |
| Cockerill-Lokomotive C2201 Louisa, um 1910 |                                         |
| Cockerill-Lokomotive C2201 Louisa, um 1910 |                                         |
|                                            |                                         |
| Logo                                       |                                         |
| Streckenverlauf                            |                                         |
| Streckenlänge:                             | 48,5 km                                 |
| Spurweite:                                 | 1067 mm (Kapspur)                       |
|                                            |                                         |

Die Pasoeroean Stoomtram Maatschappij, N.V. (PsSM, niederländisch für Pasuruanische Dampfstraßenbahngesellschaft) war eine private Straßenbahngesellschaft in Pasuruan auf den niederländisch-ostindischen Inseln (heute Ostjava), die dem Personentransport sowie dem Gütertransport von landwirtschaftlichen Produkten wie Zuckerrohr, Tee und Tabak diente.

## Geschichte
Die Pasoeroean Stoomtram Maatschappij (PsSM), die als Straßenbahngesellschaft tätig war, schlug der Regierung der Niederländisch-Ostindischen Inseln den Bau eines Schienennetzes vor, um die Transportprobleme der Zuckerfabriken im Pasuruan-Gebiet zu lösen, die den Export landwirtschaftlicher Produkte behinderten. Die Zuckerfabriken waren unter anderem Sf. Kedawung, Sf. Bekasi Oost, Sf. Gayam, Sf. de Goede Hoop, Sf. Pleret, Sf. Wonorejo und Sf. Alkmaar.
Nach den erforderlichen Verhandlungen erhielt die PsSM die Konzession von der Niederländisch-Ostindischen Regierung. Daraufhin begann sie 1893, wie folgt, ein Straßenbahn-Schienennetz zu eröffnen:
- Basierend auf dem Regierungsbeschluss Nr. 2 vom 18. März 1893:
  - Pasuruan – Warung Dowo (6 km) wurde am 21. Mai 1896 eröffnet.
  - Pasuruan – Boom (2 km) wurde am 27. Dezember 1896 eröffnet.
- Basierend auf dem Regierungsbeschluss Nr. 37 vom 29. August 1895:
  - Warung Dowo – Bekasi (Winongan) (10 km) wurde am 26. März 1897 eröffnet.
  - Wonorejo – Bakalan (4 km) wurde am 7. Juni 1897 eröffnet.
  - Warung Dowo – Wonorejo (11 km) wurde am 17. März 1899 eröffnet.
  - Bakalan – Alkmaar Markt (4 km) wurde am 8. Mai 1900 eröffnet.
- Basierend auf dem Regierungsbeschluss Nr. 19 vom 17. Juni 1911:
  - Pasuruan – Gembong Fluss (3 km) wurde am 27. März 1912 eröffnet.
  - Warung Dowo – Ngempit (5 km) wurde am 1. Dezember 1912 eröffnet.

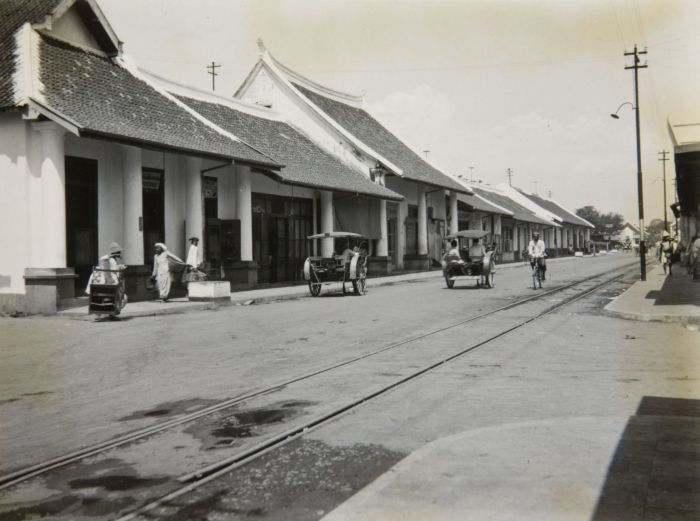
Chinatown (Jalan Niaga) in Pasuruan vom Bahnübergang der Soekarno–Hatta-Straße aus
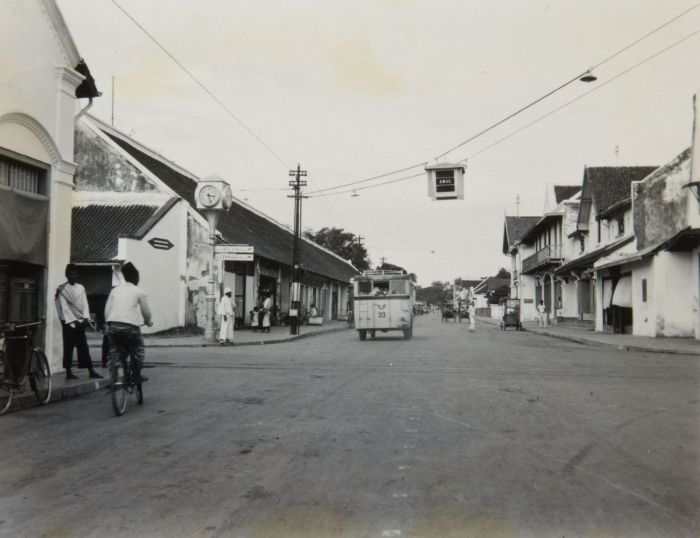
Ampel über der Kreuzung in der Hoofdstraat von Pasuruan
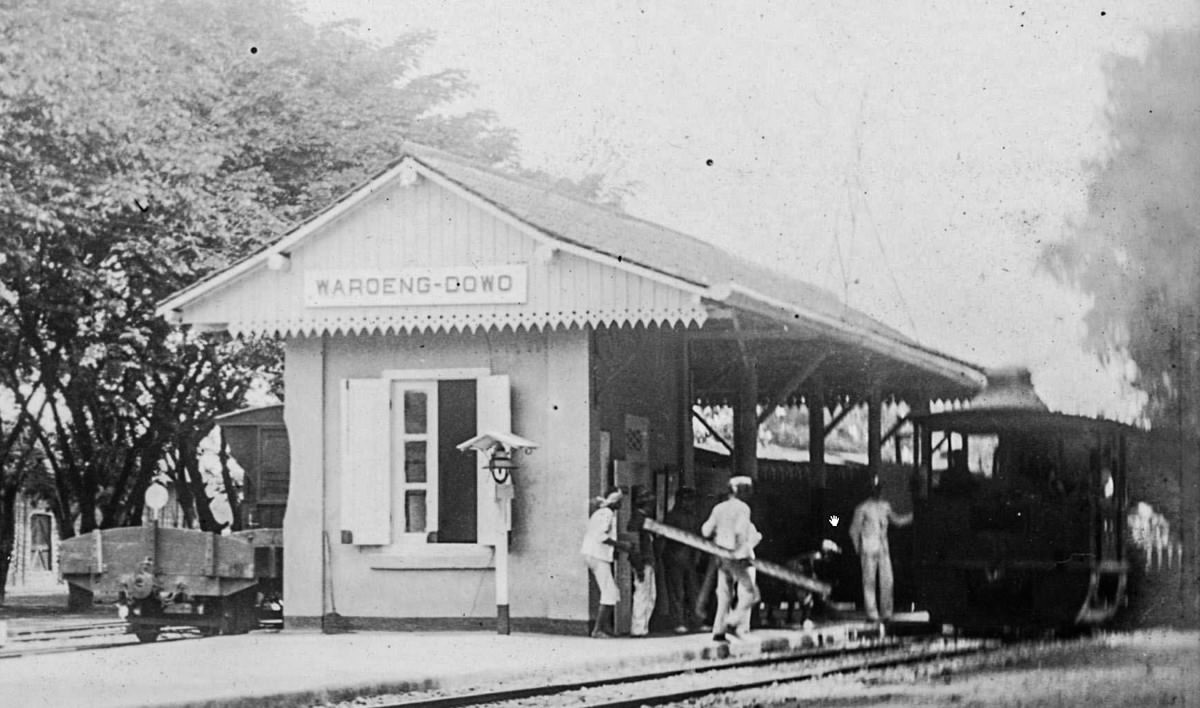
Station Warung Dowo mit Dampflokomotive B16
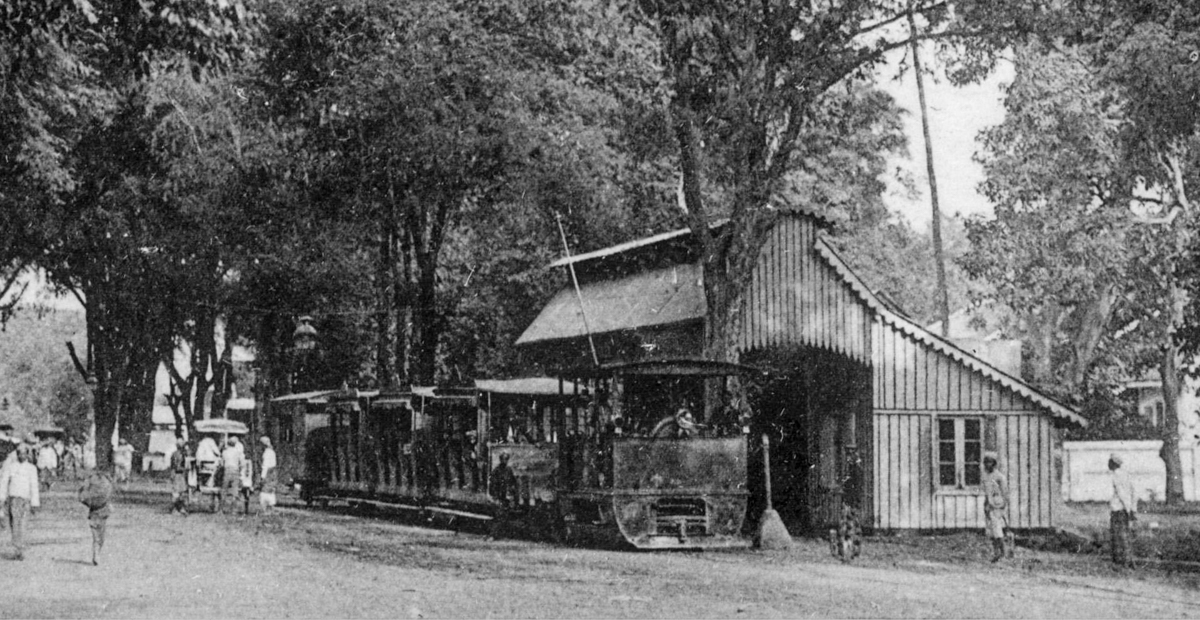
Haltestelle

## Streckenbau
| Strecke                        | Streckenabschnitt                    | Stationen und Haltestellen | Eröffnung        | Länge (in km) | Bemerkungen                    |
| ------------------------------ | ------------------------------------ | --- | ---------------- | ------------- | ------------------------------ |
| Pasuruan – Warung Dowo         | Pasuruan – Warung Dowo               | Pasuruan – Pasuruan Pecinan – Pasuruan Alun-Alun – Pasuruan Bui – Kebonagung – Rogoitan – Pohjentrek – Pleret – Warung Dowo                | 21. Mai 1896     | 06,0          | Am 1. Februar 1988 stillgelegt |
| Warung Dowo – Winongan         | Warung Dowo – Bekasi Oost (Winongan) | Warung Dowo – Pengko – Keboncandi – Gayam – Wonosalam – Tenggilis – Kletek – Penataan – Winongan                                           | 26. März 1898    | 10,5          | Am 1. Februar 1988 stillgelegt |
| Warung Dowo – Sengon – Alkmaar | Warung Dowo – Sengon                 | Warung Dowo – Wangkal – Klojen – Gambiran – Kurung – Pacarkeling – Areng-Areng – Kluwut – Wonorejo – Blimbing – Bakalan – Procong – Sengon | 8. Mai 1901      | 23,5          |                                |
| Warung Dowo – Sengon – Alkmaar | Sengon – Alkmaar                     | Sengon – Procong – Alkmaar | September 1901   | 03,5          |                                |
| Warung Dowo – Ngempit          | Warung Dowo – Ngempit                | Warung Dowo – Susukan – Plinggisan – Sedodol – Mojoloro – Ngempit                                                                          | 1. Dezember 1912 | 05,0          | 1932 stillgelegt               |

## Schienenfahrzeuge

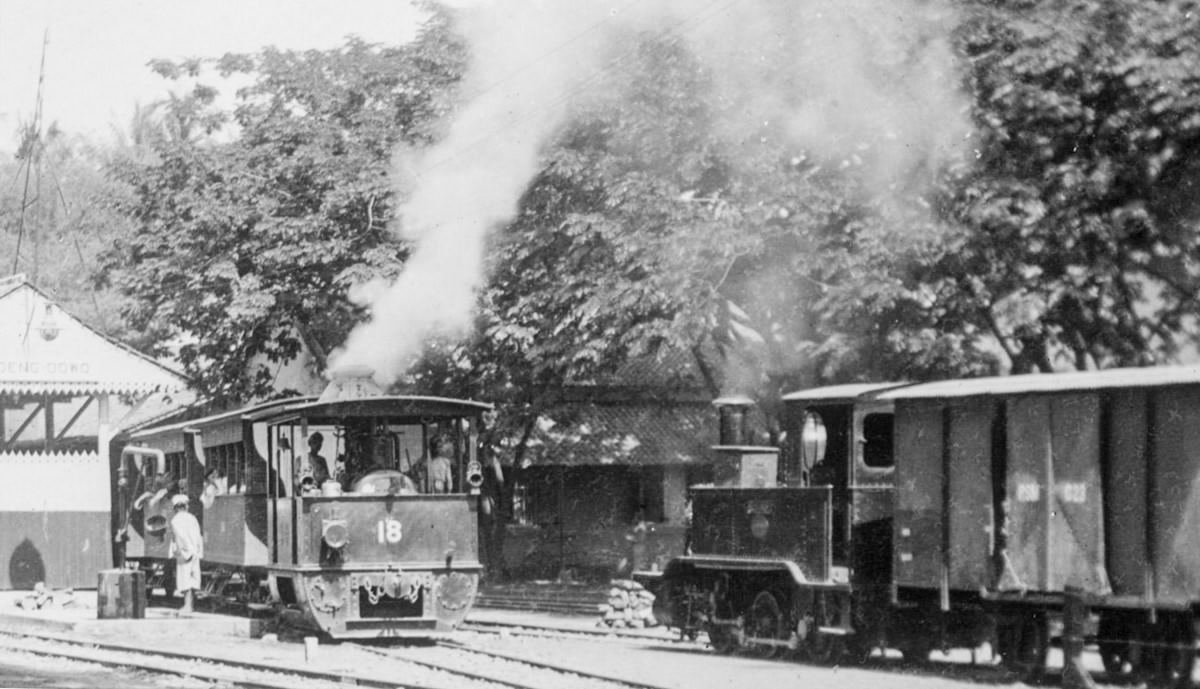
Kreuzung der Lokomotiven B16 und C22 01 „Louisa“ in der Station Waroeng-Dowo

Für den Betrieb importierte die PsSM 1900 fünf Dampflokomotiven der Baureihe B16 08-12 von den Hohenzollern-Werken, zwei C22-Dampflokomotiven der Baureihe 1894 01-02 von Cockerill und 1911 der Baureihe 03 sowie 1921 eine Dampflokomotive D12 (Serie 01) von Hanomag. Die Cockerill-Lokomotiven waren ungewöhnlich, weil sie einen Innenrahmen für die ersten beiden Achsen und einen Außenrahmen für die dritte Achse hatten. Dies bot zwar mehr Platz für den Feuerraum zwischen den Rädern, erforderte aber sehr lange Kurbelzapfen an den von innen gerahmten Rädern der ersten beiden Achsen.
Die Dampfstraßenbahnen erleichterten den Berufstätigen den täglichen Arbeitsweg. Daher erhielt die Straßenbahn schnell eine gute Resonanz bei der Bevölkerung, die zu dieser Zeit ansonsten noch traditionelle Transportmittel wie Pferde oder Karren nutzte. Trotz der günstigen Preise war die Straßenbahn schneller als andere Verkehrsmittel dieser Zeit.
Die Lokomotiven wurden nicht nur für Personenzüge eingesetzt, sondern auch für Güterzüge, die Zucker und andere Exportprodukte zum Hafen transportierten.

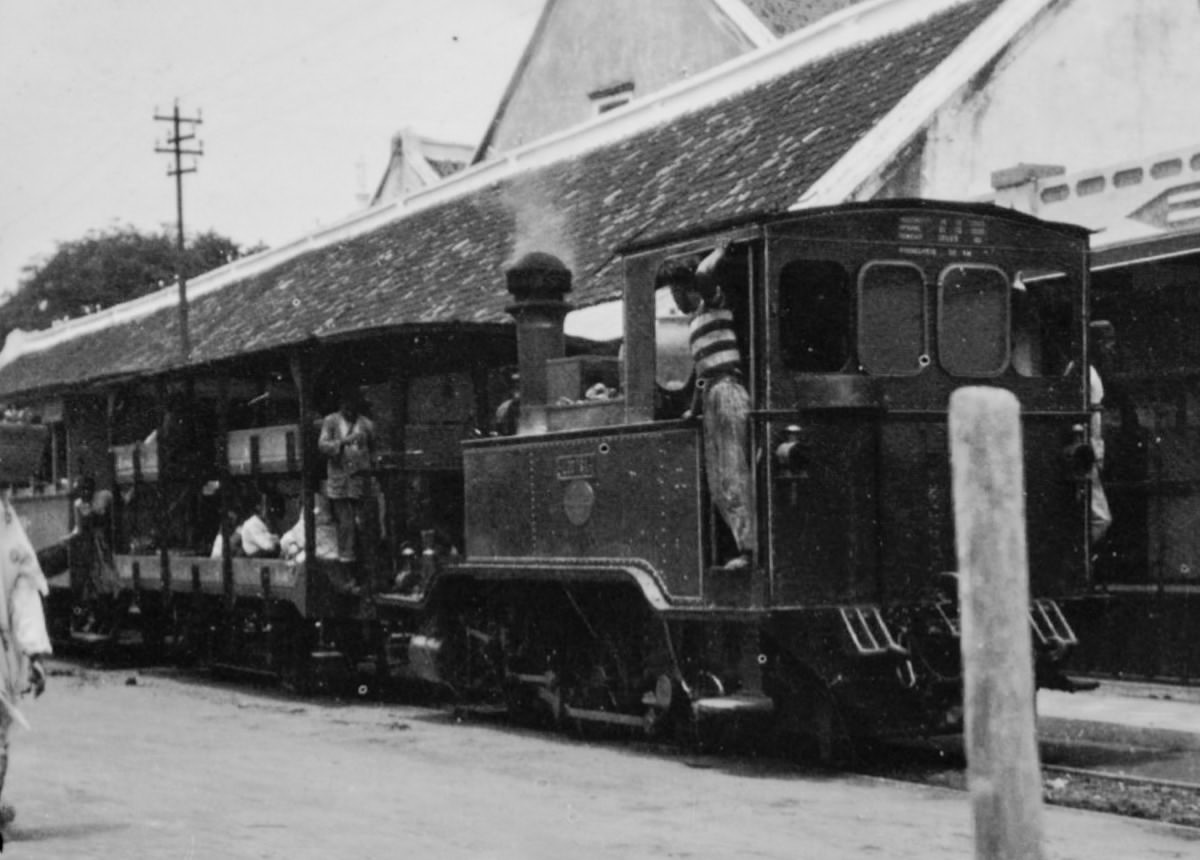
Cockerill-Dampflok C22 in Chinatown (Jalan Niaga) von Pasuruan, 1929
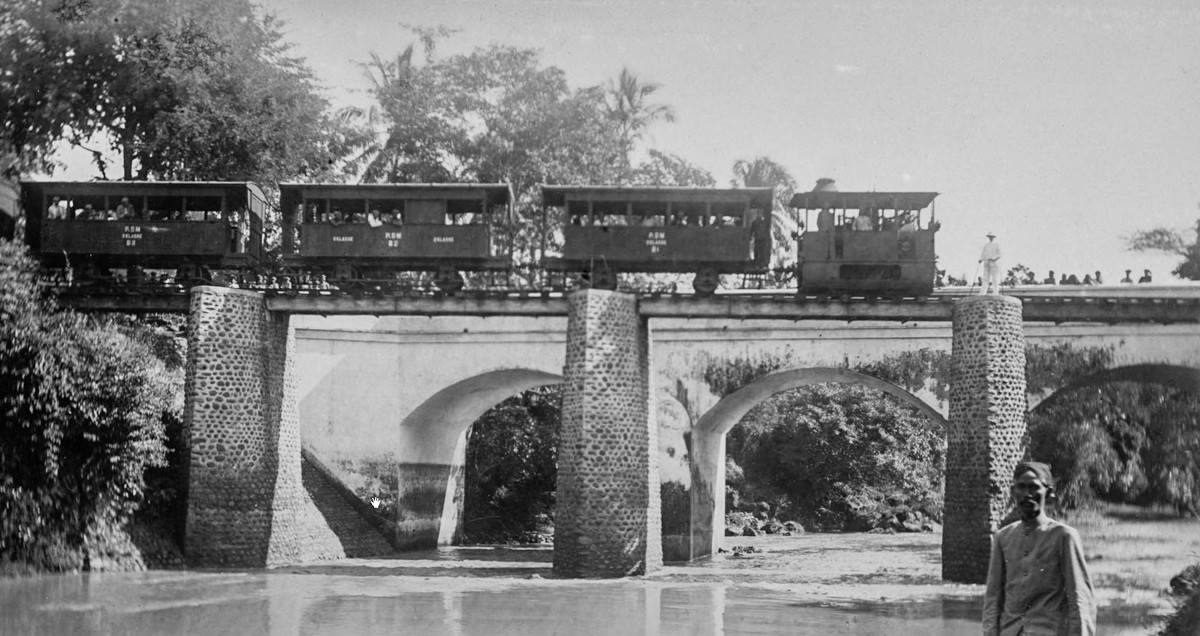
Lokomotive B16 überquert den Fluss
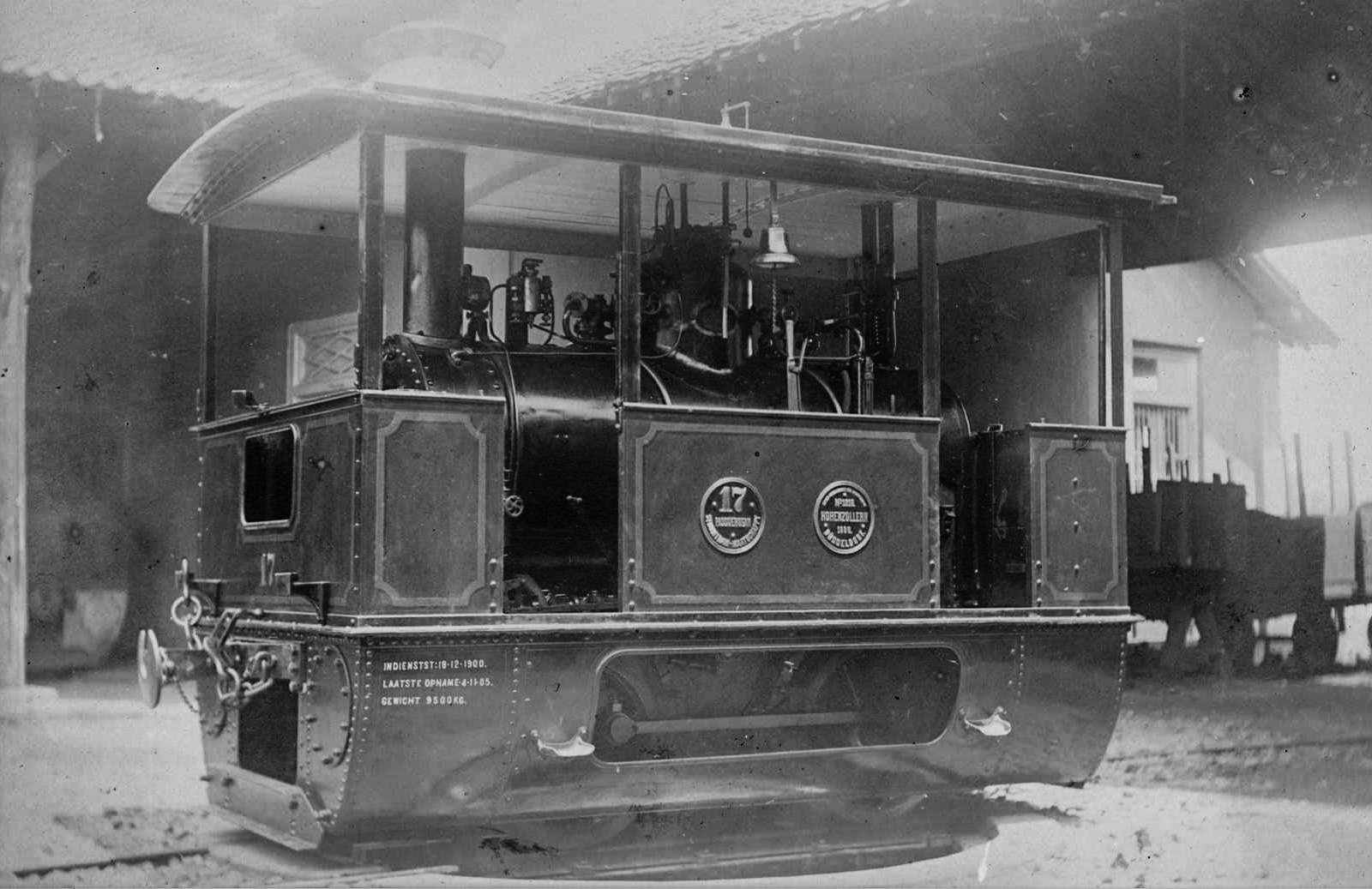
Lokomotive B17

## Schließung
Im Laufe der Zeit wurde die Straßenbahn abschnittsweise von der PsSM stillgelegt, weil sie aufgrund der in die Jahre gekommenen Schienenfahrzeugen und Infrastruktur nicht in der Lage war, mit dem zunehmenden Straßentransport zu konkurrieren. Einige Streckenabschnitte wurden während der japanischen Besatzung stillgelegt. In der Dekade von 1970 bis 1980 wurde der Bau von Straßen in großem Maßstab zusammen mit dem Anstieg des Straßenverkehrs durchgeführt. Die Stilllegung fand wie folgt statt:
- Pasuruan – Boom (Hafen) wurde 1943/1944 von den Japanern stillgelegt
- Warungdowo – Ngempit wurde 1943/1944 von den Japanern stillgelegt
- Warungdowo – Wonorejo wurde 1976 stillgelegt
- Pasuruan – Winongan wurde von den Japanern stillgelegt, später aber wieder in Betrieb genommen, weil es immer noch viele Zuckerfabriken gab, die noch in Betrieb waren. Aber am 1. Februar 1988 wurde diese Route endgültig stillgelegt.